# Кокоря
Кокоря (рос. Кокоря) — село Кош-Агацького району Республіка Алтай Росії. Входить до складу Кокоринського сільського поселення.
Населення — 977 осіб (2015 рік).